# 威勒比庄园
威勒比庄园（Werribee Park）是澳大利亚维多利亚州威勒比一座历史建筑的庄园。 
它包括威勒比庄园大宅（Werribee Park Mansion）、维多利亚州立玫瑰园（Victoria State Rose Garden）、园林（formal gardens）、威勒比庄园国家马术中心（Werribee Park National Equestrian Centre）、威勒比开放式动物园（Werribee Open Range Zoo）、当代雕塑步道和威勒比河，还有大宅酒店和会议中心。

## 豪宅
威勒比庄园大宅建于 1874 年至 1877 年间，由来自苏格兰的畜牧业先驱托马斯·奇恩赛德 (1815-1887) 和他的兄弟安德鲁·奇恩赛德 (1818-1890) 兄弟，采用意大利风格（Italianate）建造。

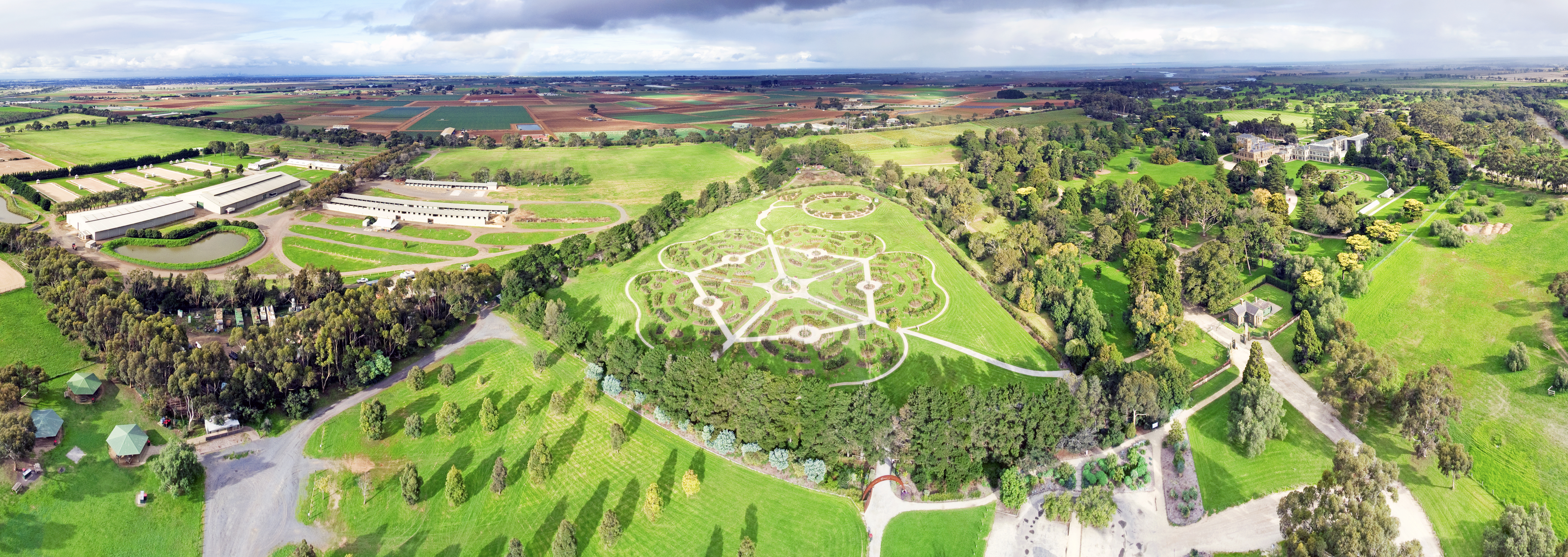

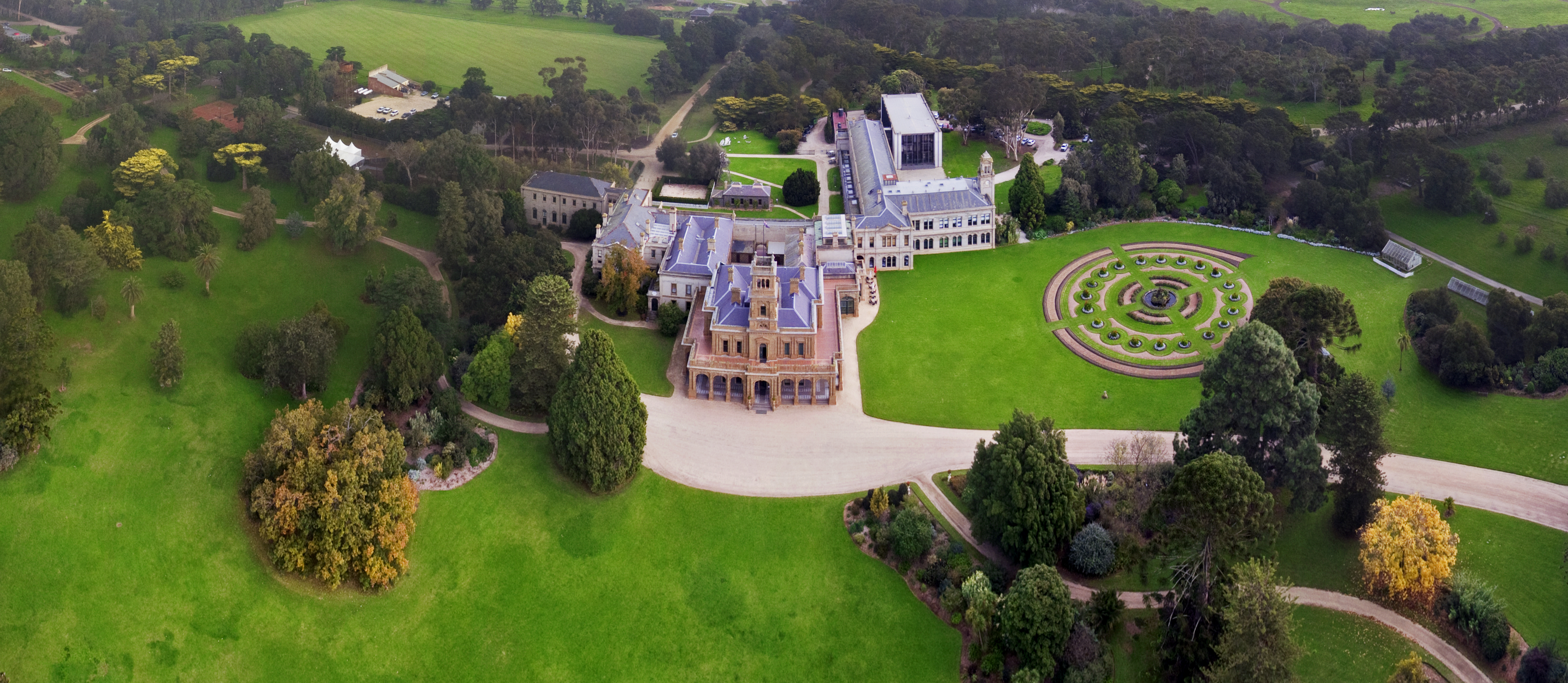

从1923年到 1973年，威勒比庄园大宅是天主教神学院基督圣体学院（Corpus Christi College）的所在地。
该公园于1973年由维多利亚州政府购买。1977年作为旅游景点开放。它由维多利亚公园局经营。 1987年4月1日，大宅和相关的建筑设施和场地列入维多利亚遗产名录。